# Conchoecia parvidentata
Conchoecia parvidentata är en kräftdjursart som beskrevs av G. W. Müller 1906. Conchoecia parvidentata ingår i släktet Conchoecia och familjen Halocyprididae. Inga underarter finns listade i Catalogue of Life.